# Siemens-Schuckert D.III
Siemens-Schuckert D.III là một mẫu máy bay tiêm kích của Đức, do Siemens-Schuckert Werke thiết kế chế tạo.

## Quốc gia sử dụng
German Empire
- Luftstreitkräfte

 Thụy Sĩ
- Không quân Thụy Sĩ

## Tính năng kỹ chiến thuật
Đặc điểm tổng quát
- Kíp lái: 1
- Chiều dài: 18 ft 8½ in (5,70 m)
- Sải cánh: 27 ft 7¾ in (8,43 m)
- Chiều cao: 9 ft 2¼ in (2,80 m)
- Diện tích cánh: 203.44 ft² (18,90 m²)
- Trọng lượng rỗng: 1.177 lb (534 kg)
- Trọng lượng cất cánh tối đa: 1.598 lb (725 kg)
- Động cơ: 1 × Siemens-Halske Sh.III, 160 hp (119 kW)

 Hiệu suất bay 
- Vận tốc cực đại: 112 mph (180 km/h)
- Trần bay: 26.245 ft (8000 m)

Trang bị vũ khí

- 2× LMG 08/15 súng máy 7,92 mm (0.31 in)